# Utrecht–Kampen-vasútvonal

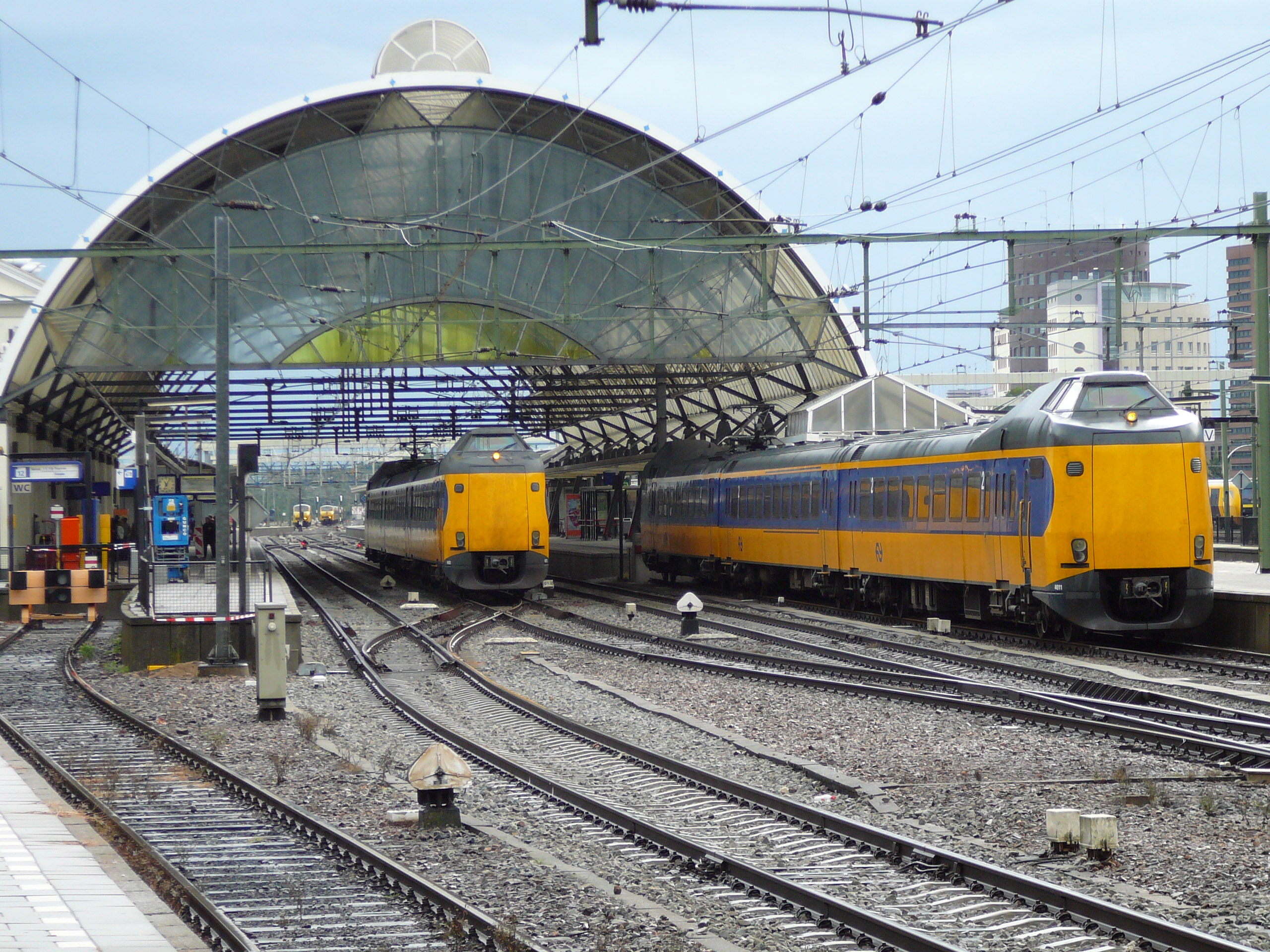
InterCity vonatok Zwolle vasútállomásán

Az Utrecht–Kampen-vasútvonal egy 101 km hosszú, 1,5 kV egyenárammal villamosított, normál nyomtávolságú vasútvonal Hollandiában Utrecht és Kampen között.